# 분고국

분고국

분고국(일본어: 豊後国 분고노쿠니[*])는 사이카이도에 있던 일본의 옛 구니이다. 현재의 오이타현에서 북부를 제외한 대부분에 해당한다. 7세기 말, 도요국(豊国)을 분할하여 부젠국(豊前国)과 함께 설치되었다.

## 군
- 히타군(일본어판)(日田郡 / 日高郡)
- 구스군(球珠郡 / 玖珠郡)
- 나오이리군(일본어판)(直入郡)
- 오노군 (오이타현)(일본어판)(大野郡)
- 아마베군(일본어판)(海部郡, 아마 군이라고도 읽음)
- 오이타군(일본어판)(大分郡)
- 하야미군(速見郡)
- 구니사키군(일본어판)(国埼郡 / 国東郡)